# Oratemnus samoanus whartoni
Oratemnus samoanus whartoni es una subespecie de arácnido del orden Pseudoscorpionida de la familia Atemnidae.

## Distribución geográfica
Se encuentra en las Islas del Pacífico.